# کرفبال
کرفبال (به هلندی: korfball) ورزش تیمی مختلطی با شباهت‌هایی با بسکتبال و نتبال است. در این ورزش هر تیم از هشت نفر بازیکن تشکیل شده‌اند که چهار نفر آن‌ها زن و چهار نفر مرد می‌باشند. این ورزش در هلند به وسیله نیکو بروخایسن در سال ۱۹۰۲ ایجاد شد. کرفبال یکی از ورزش‌های پرطرفدار در هلند و همچنین بلژیک و تایوان می‌باشد. البته این بازی در ۵۴ کشور دیگر دنیا انجام می‌شود.
نیکو بروخایسن یک معلم هلندی در سال ۱۹۰۲ از آمستردام برای گذراندن یک دوره در مورد آموزش ژیمناستیک به کودکان به ناآس سوئد فرستاده شد. در آنجا بود که بازی سوئدی رینگبال توجه او را به خود جلب کرد. روش کسب امتیاز در بازی رینگبال آن بود که فرد بایستی توپ را داخل حلقه‌ای می‌انداخت که در ارتفاع سه متری تعبیه شده بود. زنان و مردان باهم این بازی را انجام می‌دادند. زمین بازی نیز به سه ناحیه تقسیم شده بود و هیچ‌کس حق بیرون آمدن از ناحیه خود را نداشت.
بروخایسن از این رشته الهام گرفت و هنگامی که به آمستردام بازگشت تصمیم گرفت تا بازی مشابهی را به شاگردان خود آموزش دهد. او به جای حلقه یک سبد قرار داد (که در زبان هلندی کرف خوانده می‌شود)، زیرا وجود سبد کار امتیازدهی را ساده‌تر می‌نمود. او قوانین را نیز برای یادگرفتن کودکان ساده‌تر کرد. ایده کرفبال با مشاهده رینگبال ایجاد شد اما به زودی تبدیل به یک ورزش مستقل و مجزا گشت.
قدیمی‌ترین باشگاه حرفه‌ای کرفبال جهان نیز در فوریه سال ۱۹۰۶ با نام H.K.C. ALO در لاهه هلند ایجاد شد.